# 37 (число)
37 (три́дцять сім) — натуральне число між 36 і 38

## Математика
- 237  =  137 438 953 472
- 37 це Просте число
- Сума цифр числа 37 — 10
- Добуток цифр числа 37 — 21.
- 37 це  
Щасливе число

## Наука
- Атомний номер Рубідію

## Дати
- 37 рік; 37 рік до н. е.
- 1837 рік
- 1937 рік